# Хрящувате
Хрящувате — в Україні, у Молодогвардійській міській громаді Луганського району Луганської області. З 2014 року є окупованим. Населення становить 1216 осіб.

## Назва
Назва селища утворена, внаслідок дублювання найменування балки «Хрящувата», що походить від слова «хрящ» (камінь який вивітрюється).

## Географія
Географічні координати: 48°31' пн. ш. 39°25' сх. д. Часовий пояс — UTC+2. Загальна площа селища — 1,054 км².
Селище розташоване у східній частині Донбасу за 30 км від районного центру — міста Краснодона. Найближча залізнична станція — Луганськ, за 10 км.

## Історія
Поселення засноване в другій половині XVIII століття капітаном Кіричевим на правах рангової дачі, а територія заселена переселенцями з Правобережної України.
Наприкінці XVIII століття в селі проживало 17 чоловіків та 17 жінок.
Статус селища Хрящувате отримало у 1951 році.
У період із 1962 по 1971 роки в селі був підведений природний газ, заасфальтовано дороги та викладено тротуари, побудовано школу та дитячий ясла-садок.

### Війна на сході України
Під час війни на сході України населений пункт потрапив у зону бойових дій, внаслідок яких село зазнало важких руйнувань.

## Населення
За даними перепису 2001 року населення селища становило 1216 осіб, з них 21,63 % зазначили рідною мову українську, 78,04 % — російську, а 0,33 % — іншу.

## Економіка
Економічний сектор представлений такими сільськогосподарськими підприємствами: ФГ «Тернове» та ФГ «Нива».
В селищі діє кінно-спортивний клуб «Продані коні».

## Соціальна сфера
У селищі діють загальноосвітня школа I—II ступенів, ФАП, ясла-садок, будинок культури, бібліотека, відділення поштового зв'язку.

## Визначні місця
Діє Свято-Георгіївська Парафія Української Православної церкви Луганської єпархії МП, започаткована у 1959 році.

## Персоналії
- Бурдун-Риков Микола Миколайович (1885 — після 1923) — полковник Армії УНР.